# Дионисий I Мудрый
Патриарх Дионисий (греч. Πατριάρχης Διονύσιος Α΄; до 1410, Димицана, Пелопоннес — 1492, Константинополь) — патриарх Константинопольский. Занимал патриарший престол дважды — примерно с 1466 до 1471 год и с июля 1488 года по 1490 год. Почитается в лике святителей.

## Биография
Родился в Димицане, Пелопоннес. В 1440 году был монахом в Константинопольском монастыре Мангана и послушником эфесского епископа Марка Евгеника, который рукоположил его в священники. Во время завоевания города (1453) взят в плен турками, но вскоре был выкуплен богатым греком. В 1455 году он был рукоположен Патриархом Константинопольским Геннадием II Схоларием в сан Филипопольского епископа. В 1466 году при поддержке Мары Бранкович сам становится патриархом. В 1469 году Дионисий дал свое благословение, утвердив назначение Киевским митрополитом Григория. В 1471 году Дионисий был отлучен от престола и удалился в монастырь Кушница. Его останки хранятся там до сих пор. Церковь чтит его как святого и празднует его память 23 ноября.